# Павликовская (Архангельская область)
Павликовская — деревня в Шенкурском районе Архангельской области. Входит в состав муниципального образования «Шеговарское».

## География
Деревня расположена в южной части Архангельской области, в таёжной зоне, в пределах северной части Русской равнины, в 30 километрах на север от города Шенкурска, на левом берегу реки Ледь, притока Ваги. Ближайшие населённые пункты: на севере деревня Мальчугинская, на юге деревня Водокужская.
Часовой пояс
Павликовская, как и вся Архангельская область, находится в часовой зоне МСК (московское время). Смещение применяемого времени относительно UTC составляет +3:00.

## Население
| 2002 | 2010 | 2012 |
| ---- | ---- | ---- |
| 4    | ↗14  | ↘7   |

## История
Указана в «Списке населенных мест Архангельской губернии к 1905 году» как деревня Павликовская (Колоткина). Насчитывала 13 дворов, 52 мужчины и 47 женщин. В административном отношении деревня входила в состав Предтеченского сельского общества Предтеченской волости.
На 1 мая 1922 года в поселении 22 двора, 33 мужчины и 59 женщин.